# Молочай скелелюбний
Молочай скелелюбний, молочай крейдолюбний як Euphorbia cretophila і молочай скельний як Euphorbia petrophila (Euphorbia petrophila) — вид трав'янистих рослин з родини молочайні (Euphorbiaceae), поширений у південно-східній Європі й західній Азії.

## Опис
Багаторічна рослина 4–30 см заввишки. Стебла ростуть із дерев'янистого кореня. Стеблові листки від лінійно-оберненоланцетних до довгастих, 0.5–1.7 × 0.1–0.3 см, тупі, цілі, ± плоскі. Плоди від субкулястих до яйцювато-конічних, діаметром 2.5–3 мм, гладкі, голі. Насіння стиснено-яйцювате, 2–2.5 мм, блідо-сіре.

## Поширення
Поширений у південно-східній Європі (Україна, Росія, Східно-Егейські острови) й Західній Азії (Закавказзя, Туреччина, Ліван-Сирія).
В Україні вид поширений на крейдяних і вапнякових відслоненнях, кам'янистих відслоненнях і скелях — у Донецькому Лісостепу та Приазов'ї, по всьому Криму.